# 2395 Aho
2395 Aho (1977 FA) là một tiểu hành tinh vành đai chính được phát hiện ngày 17 tháng 3 năm 1977 bởi Harvard College ở trạm Agassiz.